# 오피스

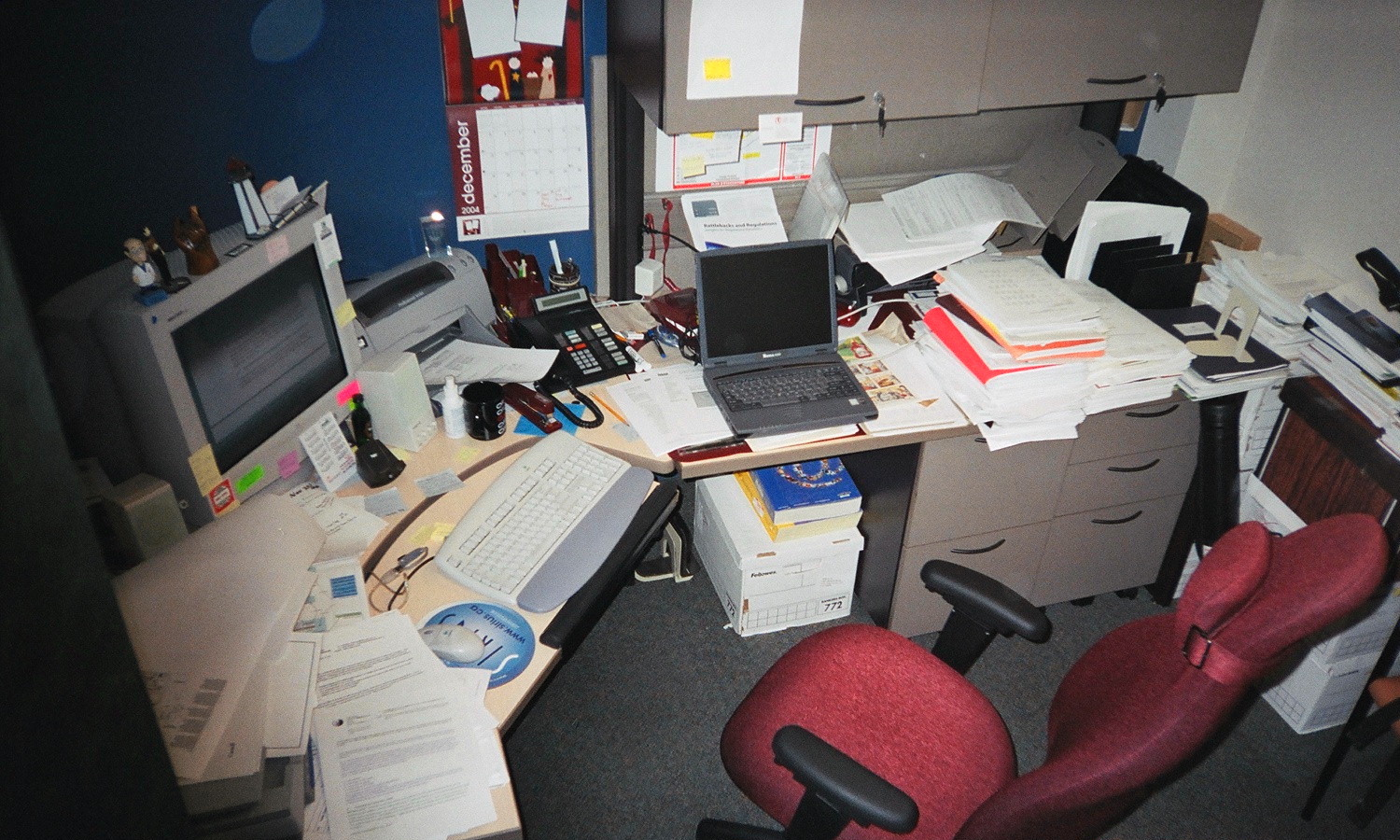
전형적인 북미의 사무실.

오피스(office→사무)는 사람들이 일을 하는 장소나 방인 사무실(事務室, 문화어: 판공실), 사무소(事務所)를 뜻하기도 하지만, 특정한 의무를 가진 조직의 지위를 말하기도 한다.
사무실은 조직의 직원이 조직의 다양한 목표를 지원하고 실현하기 위해 관리 업무를 수행하는 공간이다. 법적으로 회사나 조직은 예를 들어 책상과 의자가 있는 보다 전통적인 시설 대신 보관 사일로로 구성되어 있더라도 공식적인 주재가 있는 모든 장소에 사무실을 가지고 있다. 사무실은 건축 및 디자인 현상이기도 하다. 소기업 구석에 있는 벤치나 누군가의 집에 있는 방(소규모 사무실/홈 오피스 참조)과 같은 소규모 사무실, 건물의 전체 층 및 전적으로 전용된 거대한 건물을 포함한다. 현대적인 용어로 사무실은 일반적으로 사무직 근로자가 기능을 수행하는 장소이다.
사무실은 고전적인 고대에는 종종 궁전 단지나 큰 사원의 일부였다. 중세 성기(1000~1300)에 중세 공관은 기록과 법률이 저장되고 복사되는 일종의 사무실 역할을 했다. 18세기에 대규모의 복잡한 조직이 성장함에 따라 최초의 전용 사무실 공간이 건설되었다. 18세기와 19세기에 산업 혁명이 심화됨에 따라 은행, 철도, 보험, 소매, 석유 및 전신 산업이 급격히 성장하여 많은 사무원이 필요했고 그 결과 그들의 활동을 위해 더 많은 사무실 공간이 할당되었다. F. W. 테일러(1856-1915)가 제조 분야를 개척한 시간과 운동 연구는 관리자가 작업자를 쉽게 볼 수 있도록 설계된 평평한 상단과 아래 서랍이 있는 1915년의 "현대적인 효율성 책상"(Modern Efficiency Desk)으로 이어졌다. 20세기 중반에 이르러 효율적인 사무실에는 사생활 통제에 대한 재량권이 필요하다는 것이 명백해졌고 점차 큐비클 시스템이 발전했다.
오피스 건물의 주된 목적은 주로 관리 및 관리 직원에게 작업 환경을 제공하는 것이다. 사무실 내의 작업 공간은 일반적으로 읽기, 쓰기 및 컴퓨터 작업과 같은 전통적인 사무실 활동에 사용된다. 근로자는 일반적으로 사무실 건물 내 정해진 구역을 점유하며 일반적으로 해당 구역 내에서 필요할 수 있는 책상, PC 및 기타 장비를 제공받는다. 사무실 내부에는 개별 작업자를 서로 분리하는 내부 벽, 장벽 또는 큐비클이 있을 수도 있고 없을 수도 있다. 개별 작업 공간 외에도 많은 사무실에는 회의실, 라운지, 복사 및 파일링과 같은 지원 활동을 위한 공간이 있다. 일부 사무실에는 직원들이 점심을 준비할 수 있는 주방 공간도 있다. 특정 회사의 기능, 관리 스타일 및 문화에 따라 사무실 공간을 배치하는 방법에는 여러 가지가 있다. 사무실은 거의 모든 위치와 거의 모든 건물에 지을 수 있지만 조명, 네트워킹 및 보안에 대한 요구 사항과 같은 사무실에 대한 일부 현대적인 요구 사항은 이를 더욱 어렵게 만든다.

## 오피스 건물
오피스는 거의 모든 위치와 건물에 설치할 수 있지만, 최근 오피스에 대한 몇 가지 요건 때문에 설치가 더욱 어려워지고 있다. 이러한 요건은 법적 요건(예: 충분한 조명)이나 기술적 요건(예: 컴퓨터 네트워킹 요건)일 수 있다. 보안 및 레이아웃 유연성과 같은 다른 요건들은 주로 오피스 용도로 사용되는 특수 건물 건설을 촉진했다. 오피스 빌딩(오피스 블록 또는 비즈니스 센터라고도 함)은 주로 오피스 용도로 설계된 공간을 포함하는 상업용 건물의 한 형태이다.
오피스 빌딩의 주요 목적은 주로 행정 및 관리직 직원에게 업무 공간과 업무 환경을 제공하는 것이다. 이러한 직원들은 일반적으로 오피스 빌딩 내의 정해진 구역에 거주하며, 해당 구역에서 필요한 책상, PC 및 기타 장비를 제공받는다.
오피스 빌딩은 여러 회사별로 구역이 나뉘거나 한 회사에만 전용될 수 있다. 어떤 경우든 각 회사는 일반적으로 리셉션 공간, 하나 또는 여러 개의 회의실, 단독 또는 개방형 오피스, 그리고 화장실과 같은 서비스 공간을 갖추고 있다.
많은 오피스 건물에는 직원들이 점심을 먹거나 잠시 휴식을 취할 수 있는 주방 시설과 직원 휴게실이 있다. 일부 오피스는 이제 서비스 오피스 공간으로 전환되어, 같은 공간이나 건물에 거주하는 사람들이 시설을 공유할 수 있다.

## 업무
업무란 조직이나 개인이 수행하는 일의 내용을 말한다.

### 판례
- 형법상 업무방해죄의 보호대상이 되는 '업무'라 함은 직업 또는 계속적으로 종사하는 사무나 사업을 말하는 것으로서 타인의 위법한 행위에 의한 침해로부터 보호할 가치가 있는 것이면 되고, 그 업무의 기초가 된 계약 또는 행정행위 등이 반드시 적법하여야 하는 것은 아니며, 다만 어떤 사무나 활동 자체가 위법의 정도가 중하여 사회생활상 도저히 용인될 수 없는 정도로 반사회성을 띠는 경우에는 업무방해죄의 보호대상이 되는 '업무'에 해당한다고 볼 수 없다.[2]

## 같이 보기
- 공장
- 창고
- 에티켓
- 오피스텔
- 원룸 주택